# A Magyar Csillagászati Egyesület elnökeinek listája
A Magyar Csillagászati Egyesület élén 1946-1949 között, illetve az 1989-es újjáalakulás óta az MCSE elnöke áll. Az elnököt 4 évre az MCSE közgyűlése választja.
| A Magyar Csillagászati Egyesület elnökei |           | |
| Elnök                                    | Periódus  | Megjegyzések |
| Deák András                              | 1946–1949 | Ügyvédként, a Ganz Rt. igazgatójaként vállalta el az MCSE elnöki tisztét. Jelentős szerepe volt az Egyesület működéséhez szükséges anyagi fedezet megteremtésében és biztosításában. Az 1946. november 11-i alakuló közgyűléstől kezdődően az egyesület elnöke. A Természettudományi Társulattal történő fúziót kimondó utolsó közgyűlésen lemondott tisztségéről, bár politikai nyomásra lemondását már az év februárjában bejelentette.            |
| Krátky Antal                             | 1949      | Az MCSE tagja 1946-os megalakulásától kezdve. Az MCSE működésének végóráiban az Elnöki Tanács, illetve az Uránia Bizottság tagja. A Magyar Dolgozók Pártja tagjaként részt vett a politikai nyomásgyakorlással elért Természettudományi Társulattal fúzió előkészítésében. Az 1949. április 9-én az egyesülést kimondó közgyűlésen az MCSE elnökének választották, mely jogokat a fúzió 1949. május 23-i belügyminisztériumi jóváhagyásáig látta el. |
| Ponori Thewrewk Aurél                    | 1989–2000 | Az MCSE tagja 1946-os megalakulásától kezdve. Részt vett az MCSE 1989-es újjáalakításában, az Alakuló Közgyűlés felkérésére elvállalta az elnöki teendők intézését. Az egyesületi munka az ő elnöki működése alatt alakult ki, és szilárdult meg. 2000-től az MCSE tiszteletbeli elnöke. |
| Balázs Béla                              | 1990–1992 | Az MCSE társelnöke az 1989-es újjáalakulást követő években. Felkérésének elsősorban ismertsége és elismertsége volt az oka, Balázs Béla Archiválva 2007. október 19-i dátummal a Wayback Machine-ben a csillagászattörténet, a kozmológia és a galaktikus csillagászat kiváló ismerője, kutatója. |
| Szabados László                          | 2000–2004 | Szabados László Archiválva 2021. május 22-i dátummal a Wayback Machine-ben elnöksége alatt a legjelentősebb változás a Polaris Csillagvizsgálóban zajló munka megkezdése, illetve rendszeressé tétele volt. Az Egyesület így egyre meghatározóbbá válhatott, rendszeres bemutatások, szakkörök indulhattak meg, a nagyközönséggel való direkt kapcsolattartás elérhette csúcsát.                                                                     |
| Kolláth Zoltán                           | 2004–2020 | Kolláth Zoltán Archiválva 2018. február 15-i dátummal a Wayback Machine-ben elnöksége alatt az MCSE elismertsége tovább nőtt, civil szervezetként fellépett a fényszennyezés ellen. Kolláth személyesen irányította az Egyesület fényszennyezés elleni kampányát, a Zselic és a Hortobágy sötét égbolt rezervátummá válása érdekében. |
| Kiss László                              | 2020–2024 | a CSFK főigazgatója, az MTA rendes tagja |